# Homoeoscelis elongata
Homoeoscelis elongata is een eenoogkreeftjessoort uit de familie van de Nicothoidae. De wetenschappelijke naam van de soort is voor het eerst geldig gepubliceerd in 1995 door Boxshall & Defaye.